# Musikpædagogik
Musikpædagogik er et fagområde inden for musikvidenskab, der behandler undervisning i og indlæring af musik. Feltet berører alle domæner af læring, herunder det psykomotoriske domæne (udviklingen af færdigheder), det kognitive domæne (tilegnelsen af viden) og i særlig og betydelig grad det følelsesmæssige domæne inklusive påskønnelse af og følsomhed for musik. Indlemmelsen af musikundervisning i folkeskolen er almindelig i de fleste nationer, da engagement i musik betragtes som et fundamentalt element i menneskets kultur og adfærd.
Musik er, ligesom sprog, en færdighed, der adskiller menneskene fra andre dyr.
Musikpædagogik er et fag, der undervises i på konservatorier.
Der er mange forskellige tilgange til undervisning i musik, hvoraf Dalcroze-, Kodály- og Suzukimetoderne samt Orff Schulwerk er de mest indflydelsesrige.
Musikformidling er en bred betegnelse for alt det, der foregår mellem selve musikværket og publikum for at få dem til at mødes på en god måde. I en koncertsituation handler det fx om musikernes måde at optræde på og kommunikere med publikum. 